# Сагасти, Руперто Рупертович
Рупе́рто Рупе́ртович Сага́сти Сан-Висе́нте (27 ноября 1923, Бильбао, Испания — 25 ноября 2008, Москва, Россия) — советский футболист, нападающий баскского происхождения.

## Биография
В возрасте 12 лет в числе прочих детей был вывезен из воюющей Испании в СССР.
Воспитанник одесской детской команды «Спартак».
После окончания Великой Отечественной войны отыграл пять сезонов в московских «Крыльях Советов» и «Спартаке».
С 1950-х гг. работал преподавателем, был старшим доцентом кафедры футбола ГЦОЛИФКа (1958—1976, 1979—2008).
Скончался в Москве на 85-м году жизни. Похоронен на Преображенском кладбище города Москвы.